# Aranzada
S'aranzada o S'arantzada (l'aranciata) è un dolce sardo tradizionale preparato con scorza d'arancio candita nel miele e con mandorle. Diffuso soprattutto nella Barbagia di Nuoro e nelle Baronie, veniva confezionato in ambito familiare e si usava offrirlo nelle occasioni importanti, soprattutto nei ricevimenti di nozze. In epoca moderna, prodotto in tutta l'isola da pasticcerie e industrie dolciarie, viene commercializzato per essere venduto in tutto il mondo. La scheda della Regione Sardegna identificativa del dolce, prevede che la scorza dell'arancia venga tagliata in grossi spicchi e che si aggiungano nel composto, durante la fase di canditura con miele o sciroppo di zucchero e miele, mandorle intere, pelate e tostate; infine, a cottura ultimata, il composto viene rovesciato su un piano di legno e steso in uno strato di circa un centimetro di spessore per essere tagliato, una volta raffreddato, a piccoli pezzi romboidali quasi fosse una sorta di torrone di consistenza gommosa.
Diversa l'originale ricetta dell'aranciata nuorese. Questa prevede un composto di sottili strisce di buccia d'arancia e miele puro, in proporzione di 1 a 1, cotto a lungo con aggiunta finale di mandorle pelate e leggermente tostate, tagliate a bastoncino che, una volta freddo, viene posto in pirottini di carta senza essere compresso. La ricetta fu messa a punto alla fine dell'Ottocento da Battista Guiso, pasticcere nuorese titolare dal 1886 dell'omonima ditta, il quale rese il dolciume famoso in Italia e all'estero. Presentandolo in eleganti scatole, intorno al 1900 ottenne ambiti riconoscimenti in importanti esposizioni internazionali (medaglia d'oro con diploma d'onore a Parigi, Cannes e Marsiglia) e poté annoverare fra i suoi clienti la regina Margherita. Guiso fu infatti autorizzato a far stampare sulle confezioni del suo dolce il titolo di "Fornitore di S.M. la Regina Madre"  e lo stemma della regina.